# Indianapolis 500 1915
Indianapolis 500 1915 (oryg. 5th International 500-Mile Sweepstakes Race) – piąta edycja wyścigu Indianapolis 500.

## Wyniki

### Kwalifikacje
W kwalifikacjach każdy z kierowców miał do przejechania 4 okrążenia, w którym mierzono prędkość. Średnia prędkość spośród 4 okrążeń decydowała o klasyfikacji.
| Poz. | Nr | Kierowca              | Konstruktor | Czas        | Poz. s. |
| ---- | -- | --------------------- | ----------- | ----------- | ------- |
| 1    | 1  | Howdy Wilcox          | Stutz       | 159,16 km/h | 1       |
| 2    | 2  | Ralph DePalma         | Mercedes    | 158,65 km/h | 2       |
| 3    | 3  | Dario Resta           | Peugeot     | 158,47 km/h | 3       |
| 4    | 4  | Earl Cooper           | Stutz       | 155,74 km/h | 4       |
| 5    | 5  | Gil Andersen          | Stutz       | 153,11 km/h | 5       |
| 6    | 6  | Jean Porporato        | Sunbeam     | 152,47 km/h | 6       |
| 7    | 8  | Bob Burman            | Peugeot     | 148,70 km/h | 7       |
| 8    | 9  | Art Klein             | Duesenberg  | 145,56 km/h | 8       |
| 9    | 10 | Tom Alley             | Duesenberg  | 144,84 km/h | 9       |
| 10   | 14 | George Carlos Babcock | Sunbeam     | 143,97 km/h | 10      |
| 11   | 15 | Harry Grant           | Duesenberg  | 143,70 km/h | 11      |
| 12   | 12 | Eddie O’Donnell       | Peugeot     | 143,12 km/h | 12      |
| 13   | 17 | John DePalma          | Delage      | 140,08 km/h | 13      |
| 14   | 7  | Noel Van Raalte       | Sunbeam     | 139,80 km/h | 14      |
| 15   | 18 | Joe Cooper            | Duesenberg  | 137,68 km/h | 15      |
| 16   | 19 | Billy Carlson         | Maxwell     | 135,36 km/h | 16      |
| 17   | 21 | Tom Orr               | Maxwell     | 134,46 km/h | 17      |
| 18   | 22 | Ralph Mulford         | Duesenberg  | 133,12 km/h | 18      |
| 19   | 24 | John Mais             | Mais        | 131,92 km/h | 19      |
| 20   | 23 | Edward Rickenbacker   | Maxwell     | 131,92 km/h | 20      |
| 21   | 25 | C.C. Cox              | Cino        | 131,19 km/h | 21      |
| 22   | 26 | George Hill           | Bugatti     | 131,19 km/h | 22      |
| 23   | 27 | Louis Chevrolet       | Cornelian   | 130,37 km/h | 23      |
| 24   | 28 | Willie Haupt          | Emdem       | 129,33 km/h | 24      |
| Poz. | Nr | Kierowca              | Konstruktor | Czas        | Poz. s. |

### Wyścig
Źródło: ultimateracinghistory.com
| P  | + / –     | Nr | Kierowca              | Konstruktor | Okr. | Czas / Strata              | Komentarz |
| -- | --------- | -- | --------------------- | ----------- | ---- | -------------------------- | --------- |
| 1  | 1         | 2  | Ralph DePalma         | Mercedes    | 200  |                            |           |
| 2  | 1         | 3  | Dario Resta           | Peugeot     | 200  |                            |           |
| 3  | 2         | 5  | Gil Andersen          | Stutz       | 200  |                            |           |
| 4  | Bez zmian | 4  | Earl Cooper           | Stutz       | 200  |                            |           |
| 5  | 6         | 15 | Harry Grant           | Duesenberg  | 200  |                            |           |
| 6  | 1         | 8  | Bob Burman            | Peugeot     | 200  |                            |           |
| 7  | 6         | 1  | Howdy Wilcox          | Stutz       | 200  |                            |           |
| 8  | 1         | 10 | Tom Alley             | Duesenberg  | 200  |                            |           |
| 9  | 7         | 19 | Billy Carlson         | Maxwell     | 200  |                            |           |
| 10 | 4         | 7  | Noel Van Raalte       | Sunbeam     | 200  |                            |           |
| 11 | 13        | 28 | Willie Haupt          | Emdem       | 200  |                            |           |
| 12 | 2         | 14 | George Carlos Babcock | Sunbeam     | 184  | Urwany błotnik             |           |
| 13 | 4         | 21 | Tom Orr               | Maxwell     | 168  | Oś                         |           |
| 14 | 8         | 6  | Jean Porporato        | Sunbeam     | 164  | Tłok                       |           |
| 15 | Bez zmian | 18 | Joe Cooper            | Duesenberg  | 154  | Wypadek                    |           |
| 16 | 2         | 22 | Ralph Mulford         | Duesenberg  | 124  | Pręt                       |           |
| 17 | 5         | 12 | Eddie O’Donnell       | Peugeot     | 117  | Uszczelka głowicy cylindra |           |
| 18 | 10        | 9  | Art Klein             | Duesenberg  | 111  | Pożar                      |           |
| 19 | 1         | 23 | Edward Rickenbacker   | Maxwell     | 103  | Pręt                       |           |
| 20 | 3         | 27 | Louis Chevrolet       | Cornelian   | 76   | Zawór                      |           |
| 21 | 8         | 17 | John DePalma          | Delage      | 41   | Koło zamachowe             |           |
| 22 | 3         | 24 | John Mais             | Mais        | 23   | Dyskwalifikacja            |           |
| 23 | 1         | 26 | George Hill           | Bugatti     | 20   | Wyciek wody                |           |
| 24 | 3         | 25 | C.C. Cox              | Cino        | 12   | Rozrząd                    |           |
| P  | + / –     | Nr | Kierowca              | Konstruktor | Okr. | Czas / Strata              | Komentarz |